# Anatoli Novikov
Anatoli Terentovich Novikov –en ucraniano, Анатолій Терентійович Новіков– (17 de enero de 1947-19 de enero de 2022) fue un deportista soviético que compitió en judo.
Participó en los Juegos Olímpicos de Múnich 1972, obteniendo una medalla de bronce en la categoría de –70 kg. Ganó una medalla de bronce en el Campeonato Mundial de Judo de 1973, y una medalla de plata en el Campeonato Europeo de Judo de 1972.

## Palmarés internacional
| Juegos Olímpicos   | Juegos Olímpicos        | Juegos Olímpicos  | Juegos Olímpicos |
| Año                | Lugar                   | Medalla           | Categoría        |
| ------------------ | ----------------------- | ----------------- | ---------------- |
| 1972               | Múnich (RFA)            | Medalla de bronce | –70 kg           |
| Campeonato Mundial |                         |                   |                  |
| Año                | Lugar                   | Medalla           | Categoría        |
| 1973               | Lausana (Suiza)         | Medalla de bronce | –70 kg           |
| Campeonato Europeo |                         |                   |                  |
| Año                | Lugar                   | Medalla           | Categoría        |
| 1972               | Voorburg (Países Bajos) | Medalla de plata  | –70 kg           |